# الفيتوري رجب
رجب الفيتوري من مواليد بنغازي، هو لاعب كرة قدم سابق ليبي لعب مع الأهلي بنغازي والنصر بنغازي, يعتبر واحد من أفضل حراس المرمى في تاريخ ليبيا.

## مسيرته
التحق الفيتوري بنادي الاهلي في بنغازي عام 1971م بفئة الأشبال وفي نفس العام التحق بالفريق الأول لكرة القدم، أولى مبارياته بفئة الأشبال كانت أمام فريق التحدي وأولى مبارياته لفئة الأواسط كانت أمام فريق الهلال. أما بفئة الأكابر فأولى المباريات التي خاضها كانت أمام فريق الشرطة، بالنسبة للمنتخب الوطني لعب أول مباراة امام منتخب النيجر، ولعب للمنتخب لفئة الأواسط بالجزائر وفي لعب دورة الشرطة العربية ولعب في دورة سيراليون ولعب مع الفريق المدرسي لكرة القدم.
في استبيان لصحيفة الكفاح لاختيار أفضل حارس مرمى تحصل عليها 6 سنوات متتالية كأفضل حارس ليبي، تصدى لعدد 34 ركلة جزاء من مجموع 55 ركلة طيلة مسيرته الرياضية، سجل 13 ركلة جزاء في مرمى الخصوم وسجلها في أصعب المباريات، تحصل على عروض للعب خارج الجماهيرية في فرق العين الإماراتي وصلة]]والزمالك المصري وفريق نيس الفرنسي، أفضل حارس مرمى في دورة ماليزيا عام 1977م وتحصل على ثلالة بطولات للدوري مع فريق الاهلي ولعب مع المنتخب الوطني أكثر من 86 مباراة دولية طيلة 14 سنة من تاريخه الرياضي.
خرج من الاهلي موسماً واحداً ثم عاد إليه، وقد تحمل مسئوليات كبيرة في العديد من المباريات عندما تم تغيير عناصر الفريق البارزة بوجوه شابة.